# Flughafen Fuzhou Changle

i8
i11
i13
Der Flughafen Fuzhou Changle (chinesisch 福州长乐国际机场, IATA-Code: FOC, ICAO-Code: ZSFZ) ist ein chinesischer Flughafen in Fuzhou.

## Geschichte
1992 begann der Bau des Flughafens. Eröffnet wurde er am 23. Juni 1997.

### Zukünftige Expansion
Im September 2019 genehmigte die Staatliche Kommission für Entwicklung und Reform einen Ausbauplan, der unter anderem eine zweite Start- bzw. Landebahn und ein zweites Terminal beinhaltet.

## Fluggesellschaften und Ziele
Neben zahlreichen innerchinesischen und asiatischen Zielen, werden auch New York und Paris angeflogen.